# Beige

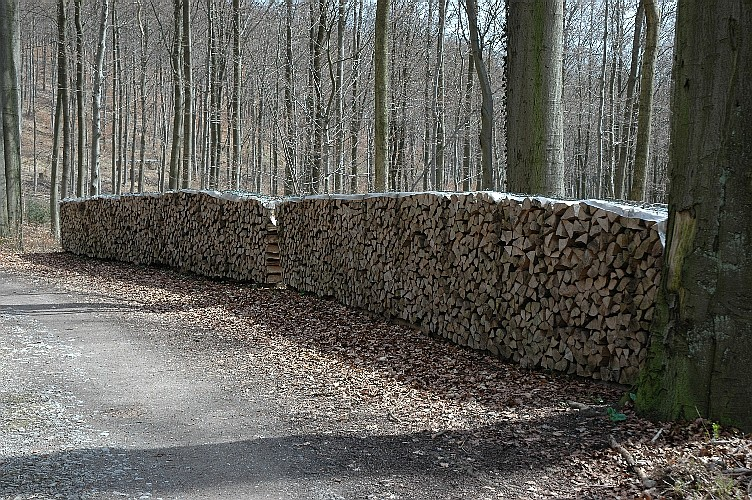
Scheiterbeige im Wald

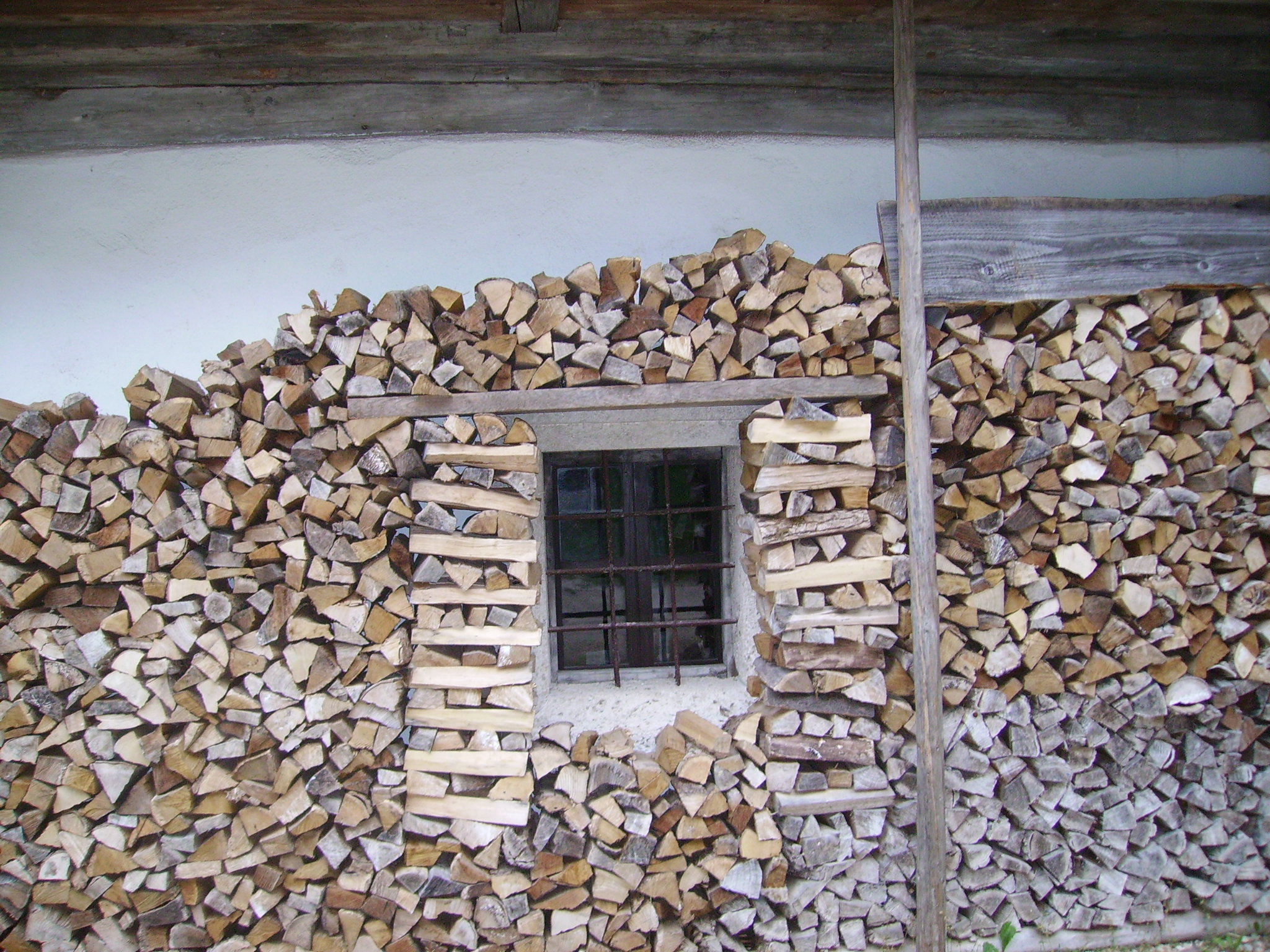
Sorgfältig aufgeschichtete Holzbeige an einer Hauswand

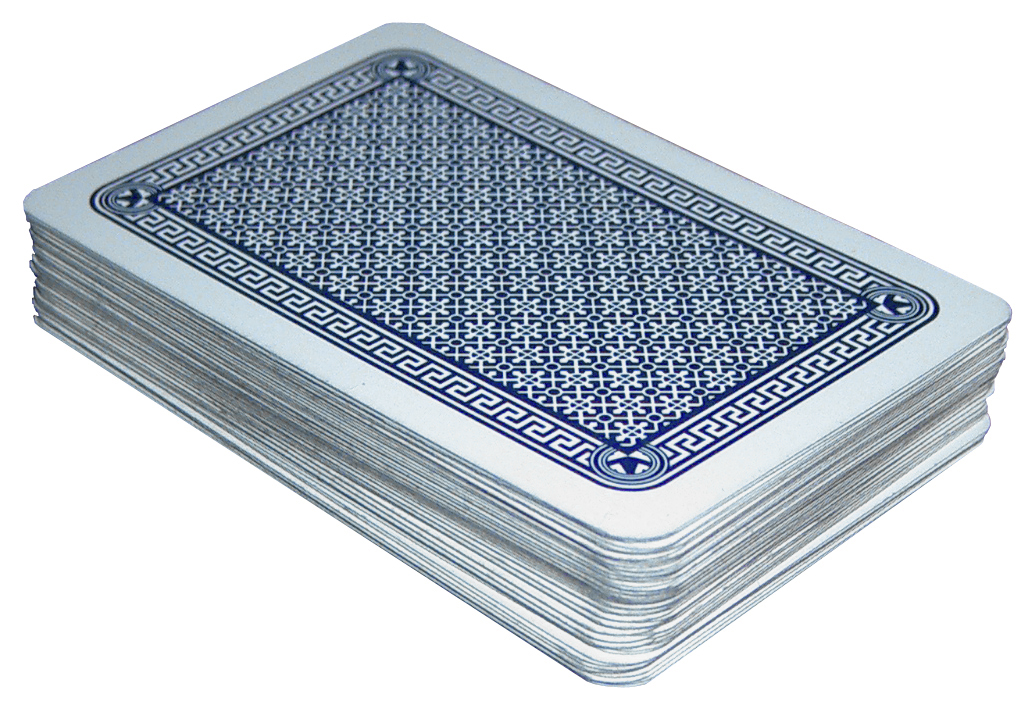
Eine Beige Spielkarten

Eine Beige (im alemannischen Dialekt Biig, Biige, Biigi, im schwäbischen Dialekt Beig) bezeichnet in der Schweiz und in Südwestdeutschland einen Stapel, Stoß oder einen regelmäßig aufgeschichteten Haufen von Gegenständen gleicher Art und Beschaffenheit. So können beispielsweise Bücher, Hefte, Münzen oder Teller zu einer Beige aufgebeigt werden und beim Kartenspielen (Jassen) wird der Stapel Karten als Beige bezeichnet.
Im übertragenen Sinn wird das Wort ebenfalls genutzt. Beispielsweise wird, wer Schulden auf Schulden häuft, als Schulde-Biiger bezeichnet.

## Holzwirtschaft
In der Holzwirtschaft werden die aufgeschichteten Ster Holz als Beige oder Scheiterbeige bezeichnet. Das aufgestapelte Holz am Haus ist eine Holzbeige. In der Pfalz ist der Vorratsstapel Brennholz neben dem Ofen oder der kleine Raum für den Holzvorrat zwischen Herd und Wand der Holzbiegen oder Holzbiege.

## Holzfeuerung
Zum Anfeuern wird das Aufstapeln einer Kreuzbeige empfohlen, wobei zur Vermeidung von Feinstaubentwicklung das Anfeuermodul nicht wie oft geraten unter die Beige, sondern oben auf dem Brennstoffstapel aufgebaut wird.